# Rune Bergman (skådespelare)
Nils Rune Adolf Bergman, född 30 maj 1933 i Örebro, död 1 december 2014 i Malmö, var en svensk skådespelare och regissör. Som regissör var han verksam både i Sverige och Finland. Han arbetade bland annat på Helsingborgs stadsteater och Teater Västernorrland. Han medverkade bland annat i Mysteriet på Greveholm, Maria Larssons eviga ögonblick, Villospår, Wallander – Luftslottet, miniserien Mördare utan ansikte och Hallonbåtsflyktingen.
Rune Bergman är begravd på Norra kyrkogården i Örebro.

## Teater

### Roller
| År   | Roll            | Produktion                                                       | Regi            | Teater                   |
| ---- | --------------- | ---------------------------------------------------------------- | --------------- | ------------------------ |
| 1993 | Dogen i Venedig | Köpmannen i Venedig (The Merchant of Venice) William Shakespeare | Göran Stangertz | Helsingborgs stadsteater |
| 2001 |                 | Amadeus Peter Shaffer                                            | Göran Stangertz | Helsingborgs stadsteater |
| 2001 | Ruckly          | Gökboet (One Flew Over the Cuckoo's Nest) Dale Wasserman         | Göran Stangertz | Helsingborgs stadsteater |